# Магдебург (лек крайцер, 1911)
Магдебург (на немски: SMS Magdeburg) е лек крайцер на Императорските военноморски сили от времето на Първата световна война. Главен кораб на едноименният тип.
Крайцерът „Магдебург“ е заложен от компанията „Везер“ на стапелите ѝ в град Бремен през 1910 г. Спускането му на вода е на 13 май 1911 г., влиза в състава на флота на 20 август 1912 г. Използва се в качеството на учебен кораб за сапьорите.

## Технически характеристики
Дължината на крайцера е 138,7 m (136 m по водолинията), ширината – 13,5 m, а газенето – 5,1 m, с водоизместимост от 4550 t. На „Магдебург“ има 12 скорострелни 10,5 cm SK L/45 оръдия, два разположени под водолинията 500 mm торпедни апарата, а също и зенитни оръдия. Крайцерът носи 120 морски мини за поставяне на заграждения и устройства за поставянето им. Числеността на екипажа съставлява 373 души.
Трите турбини „Германия“ с обща мощност от 33500 к.с. и трите винта му позволяват да развива скорост от 27,6 възела. При пълно натоварване от 1200 тона въглища и на крейсерска скорост от 12 възела „Магдебург“ може да измине 5820 морски мили.

## Първа световна война
След началото на Първата световна война „Магдебург“ е в състава на флота на Балтийско море. В течение на първите седмици от войната крайцерът осъществява бомбардировки и поставяне на мини около Либава. Впоследствие е изпратен във Финския залив, където на 26 август 1914 г., в мъгла, засяда на камъните около остров Оденхолм при северното крайбрежие на съвременна Естония. На помощ са изпратени миноносецът V-26 и крайцерът „Амазоне“, но опитите да се спаси кораба завършват с неуспех, и скоро той е пленен от руснаците от дошлите на място крайцери „Богатир“ и „Палада“. Немските съдове успяват да свалят част от екипажа, но след това са прогонени от огъня на руските съдове. При това е повреден и самият „Магдебург“. В суматохата на боя евакуацията е прекъсната, и документите остават на заседналия върху плитчината съд.
Според устава на немския флот сигналните книги трябва да се изгорят в огнището, но то се оказва наводнено от задбордна вода. За това решават да ги изхвърлят зад борда. Руското командване изпраща водолази да ги намерят, и след кратко издирване тяхната работа се увенчава с успех: книгите са редом до борда на кораба, като по всичко личи, че са хвърлени във водата от крилото на ходовия мостик.
А в радиорубката на „Магдебург“ е намерена втора сигнална книга и чернова със зашифрована радиограма-донесение за скорошния бой. Знаейки наименованията на участващите в него руски и германски кораби, датата, времето и мястото на стълкновението, руските моряци съумяват да я разшифроват, а по нея и да възстановят германския шифър.
В краткия бой загиват 15 матроса на „Магдебург“, а 60 души, начело с корветенкапитан (мапитан 3-ти ранг) Хабенихт, се предават в плен на руските моряци. Командирът на кораба Хабенихт, виждайки водолазите, разбира, че сигналните книги вече са в руски ръце. Впоследствие той е държан под усилена стража – необходимо е да се изключи за него възможността да предаде вестта за получаването на книгите в Германия.
Едната от трите пленени сигнални книги скоро е предадена на британското Адмиралтейство, което изиграва решаваща роля за разбиването на военноморския код на Германия. Разбиването на шифъра оказва впоследствие значително влияние, както на бойните действия по море, така и на хода на войната в цяло.
Също от крайцера са свалени оръдията, поставени след това на ред малки кораби на Балтийския флот: канонерската лодка „Храбрий“ получава шест 105 mm оръдия, стражевия кораб „Ястреб“ – две, а стражевите кораби „Копчик“ и „Коршун“ – по едно.

## Командири на кораба
| Фрегаттенкапитан (Капитан 2-ри ранг) Хенрих Рохардт                      | Август – септември 1912 г.           | Август – септември 1912 г.           |
| Фрегаттенкапитан Вилхелм Мост                                            | Септември 1912 г. – февруари 1913 г. | Септември 1912 г. – февруари 1913 г. |
| Фрегаттенкапитан/Капитан цур зее (Капитан 1-ви ранг) Густав-Юлиус Меркер | Февруари 1913 г. – март 1914 г.      | Февруари 1913 г. – март 1914 г.      |
| Корветтенкапитан Рихард Хабенихт                                         | Март-август 1914 г.                  | Март-август 1914 г.                  |

## Вторият „Магдебург“
През 1916 г. в Кил на стапелите на Howaldtswerke е заложен нов крайцер от „типа Кьолн II“ под номер 602, призван да замени в строя загиналият „Магдебург“. На 17 ноември 1917 г. му е присвоено същото име, но строителството към края на войната не е завършено, и недостроеният кораб отива за скрап: първо според Версайския договор са поставени много жестоки ограничения на немския флот, и второ, на разорената от войната страна е необходим метал, а средства за дострояването на крайцера няма. На 17 ноември 1919 г. недостроения кораб е изключен от състава на флота, на 28 октомври 1921 г. е продаден и през 1922 г. е разкомплектова.

## Коментари
1. ↑  Всички данни са към момента на влизането в строй.
2. ↑  Префиксът „SMS“ е от на немски: Seiner Majestat Schiff (Кораб на Негово Величество).
3. ↑  Според немската класификация те се обозначават като малки крайцери (на немски: Kleiner Kreuzer).
4. ↑  Съгласно номенклатурата на артилерията на флота на Германската империя „SK“ (Schnelladekanone) означава „скорострелно оръдие“, а L/45 означава сравнителната дължина на оръдието в калибри. В дадения случай L/45 означава, че дължината на оръдието съставлява 45 негови калибра (105 × 45).